# Abbaye de Groeninghe
 (janvier 2023).
L'abbaye de Groeninghe (nom canonique : abbaye Notre-Dame de Groeninghe) est un établissement monastique fondé en 1236 et désaffecté en 1797. Cette abbaye de moniales cisterciennes était située à Groeninghe, un quartier de Courtrai, en Belgique.  
Les bâtiments restants abritent deux musées, l'un consacré à la Bataille des éperons d'or, l'autre à l'histoire de Courtrai.  Une partie de la collection des Musées de la ville de Courtrai sera exposée sous forme d'expositions alternées au nouveau musée Abby Kortrijk, qui a ouvert ses portes en mars 2025 dans les bâtiments et une nouvelle extension de l'abbaye.

## Historique
Le monastère est fondé à Marke en 1237 et transféré en 1265 à Groeninghe, près de Courtrai en Flandre-Occidentale (Belgique). Les moniales en sont expulsées par l'armée révolutionnaire française en 1797, et le monastère est fermé.
Plus tard, les sœurs 'Arme Klaren' utilisèrent les bâtiments de l'ancienne abbaye de Groeninghe. De nos jours, ils abritent deux musées, l'un, Courtrai 1302, concernant la Bataille des éperons d'or et l'autre concernant l'histoire de la ville de Courtrai.

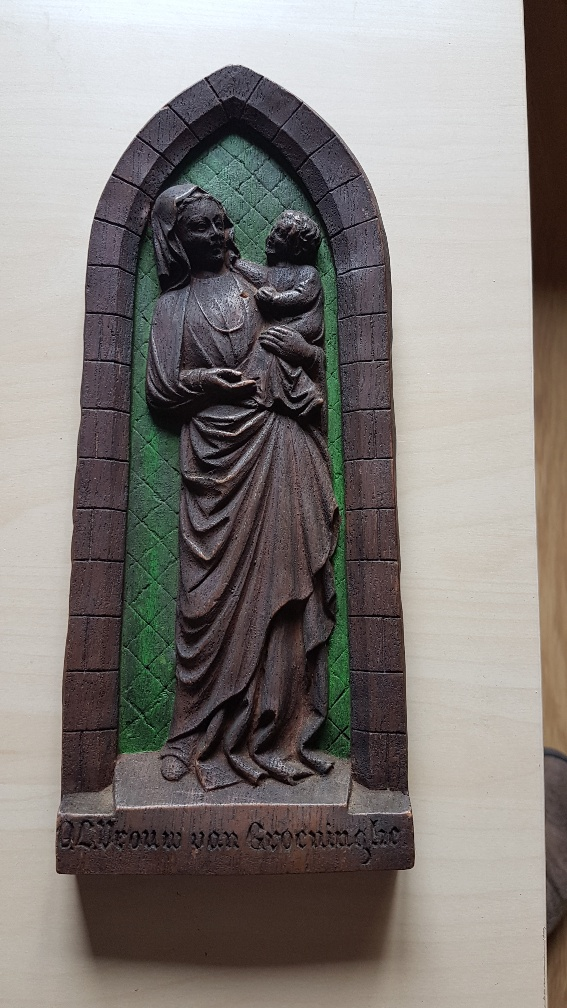
Notre Dame de Groeninghe

## Brève chronologie
- En 1235 environ, un monastère s'élève dans la campagne de la localité de Marke.
- En 1236, les religieuses obtiennent leur affiliation à l'Ordre de Cîteaux.
- Dès 1265, la petite communauté cistercienne déménage à Groeninghe où la construction d'un nouveau monastère est initiée et qui sera une abbaye.
- En 1578, ce monastère est presque intégralement détruit sous les coups du prince d'Orange. Les moniales se réfugient à Courtrai.
- En 1583, les moniales s'installent définitivement intra muros et entreprennent la construction d'une nouvelle abbaye.
- En 1796, les religieuses sont expulsées et l'abbaye est supprimée par les révolutionnaires français.